# Microsoft Virtual PC
Virtual PC – oprogramowanie stosowane do emulacji fizycznych maszyn, komputerów. Dzięki niemu można uruchamiać różne systemy operacyjne, bez konieczności fizycznej ingerencji w już zainstalowany system operacyjny, na jednej fizycznej maszynie bez konieczności dzielenia dysku na partycje. Wirtualny komputer ma własny, wirtualny sprzęt komputerowy i BIOS.
Program został wyprodukowany przez firmę Connectix koncentrującą się na oprogramowaniu do komputerów Apple – jednak nie był jej podstawowym produktem. Po wprowadzeniu w produktach Apple funkcjonalności oferowanych przez Connectix, firma wyprzedała inne produkty (np. QuickCam do Logitech, VGS do Sony, MODE32 do Apple itp.). VirtualPC kupiony został w 2003 roku przez firmę Microsoft.
Program dostępny jest w dwóch wersjach – dla komputerów PC i Mac. Wersja Virtual PC dostarczana z Microsoft Office 2004 for Mac nie działa na komputerach Mac z procesorami firmy Intel.
Od wersji VirtualPC 2004 SP1 dla systemu operacyjnego Windows VirtualPC jest rozpowszechniany bezpłatnie. Najnowsza wersja to VirtualPC 2007 SP1.
VirtualPC dla MacOS X nie jest już produkowany i sprzedawany, ponieważ firma Microsoft nie chce już przeportować obecnej wersji dla procesora PPC pod procesor Intela, który jest podstawą dzisiejszych Macintoshy.
Obecnie Virtual PC nie jest rozwijany, a jego następcą jest Windows Virtual PC.